# Anthony Tryon, 3. Baron Tryon
Anthony George Merrik Tryon, 3. Baron Tryon, OBE, DL (* 26. Mai 1940; † 22. Dezember 2018) war ein britischer Peer, Geschäftsmann und Politiker.

## Leben und Karriere
Er wurde am 26. Mai 1940 als Sohn von Charles Tryon, 2. Baron Tryon und Etheldreda Josephine Burrell geboren. Von 1954 bis 1956 war er Ehrenpage (Page of Honour) von Elizabeth II.
Er war Non-Executive Director bei einem führenden Unternehmen von Büchsenmachern in London. Auch war er Non-Executive Chairman eines Unternehmens, das Zubehör für den Waffenhandel herstellte. 
1992 war er Deputy Lieutenant von Wiltshire. 2001 wurde er als Officer des Order of the British Empire ausgezeichnet.

## Mitgliedschaft im House of Lords
Er erbte beim Tod seines Vaters den Titel des Baron Tryon und den damals damit verbundenen Sitz im House of Lords. Dort saß er als Crossbencher. Seine Antrittsrede hielt er am 1. Dezember 1977 zur Gun Barrell Proof Bill.
Er sprach in den späten 1970er Jahren zur Deer Bill, Managementgebühren des Unit Trust und der Firearms (Variation of fees) Order 1978. In den 1980er Jahren meldete sich Tryon unter anderem zur Wildlife and Countryside Bill, dem Fish Farming (Financial Assistance) Scheme 1984 und zur Firearms (Amendment) Bill zu Wort.  In den 1990er Jahren sprach er zur Coal Industry Bill, zur Badgers Bill und der House of Lords Bill.
Seinen Sitz verlor er durch den House of Lords Act 1999.

## Familie
Am 13. April 1973 heiratete er Dale Harper, die Tochter von Henry Preston Barrington Harper.
Im September 1997 ließen sie sich scheiden. Zusammen hatten sie zwei Söhne und zwei Töchter.
Als er 2018 starb, erbte sein ältester Sohn Charles seinen Adelstitel.